# 가와이타카오카역
가와이타카오카역(일본어: 川合高岡駅)은 일본 미에현 쓰시에 위치한 긴키 닛폰 철도 오사카 선의 철도역이다. 역 번호는 D 60이며, 상대식 승강장 2면 2선의 구조를 갖춘 지상역이다.

## 타는 곳
| 1 | D 오사카 선 | 하행 | 이세나카가와 · 도바 · 가시코지마 · 욧카이치 · 나고야 방면 |
| 2 | D 오사카 선 | 상행 | 오사카 · 나라 · 교토 · 요시노 · 덴리 방면                 |

## 이용 현황
| 연도   | 1일 평균 승차 인원 |
| ------ | ------------------ |
| 1997년 | 732                |
| 1998년 | 700                |
| 1999년 | 726                |
| 2000년 | 696                |
| 2001년 | 690                |
| 2002년 | 675                |
| 2003년 | 637                |
| 2004년 | 613                |
| 2005년 | 614                |
| 2006년 | 597                |
| 2007년 | 587                |
| 2008년 | 580                |
| 2009년 | 549                |
| 2010년 | 533                |
| 2011년 | 542                |
| 2012년 | 548                |
| 2013년 | 551                |
| 2014년 | 527                |
| 2015년 | 597                |

## 역 주변
- 이세 자동차도 이치시우레시 나들목
- 쓰 시 이치시 종합 지소

## 인접 역
| 긴키 닛폰 철도 오사카 선               | 긴키 닛폰 철도 오사카 선 | 긴키 닛폰 철도 오사카 선           |
| -------------------------------------- | ------------------------ | ---------------------------------- |
| D59 이세이시바시 오사카우에혼마치 방면 | D 오사카 선              | 이세나카가와 D61 이세나카가와 방면 |